# 몬테로톤도
몬테로톤도(이탈리아어: Monterotondo)는 이탈리아 라치오주 로마현에 위치한 코무네다.

## 역사
일부 역사가들에 따르면, 지금 도시는 10-11세기 다른 지역에 세워졌지만 고대 사비니인들의 마을의 전신으로 알려져 있다. 도시의 명칭은 중세시대 당시의 명치이였던 몬스 에레툼(Mons Eretum)에서 전래됐다.
중세시대에는 살라리아 가도를 가로지르는 지점에 있었기 때문에, 로마의 방어에 전략적 지점이기도 했다. 처음에는 카포치(Capocci) 가문 지배하에 있었고, 12세기에 오르시니 가문에게 팔았다. 그들은 18세기까지 이곳을 소유했다. 1432년에 콘도티에로 니콜로 포르테브라초에게 점거당했고, 1485년에는 오르시니 가문에 의해 불에 태워지기도 했다.
1634년에는 바르베리니 가문이 도시를 차지하여 일부 건물들을 보수 확장하였고 성당(1639년)을 지었다. 1864년 4월 28일, 로마-몬테로톤도간 기차가 운행되었다.
1943년 이탈리아와 연합군이 정전을 한 후에 800명의 독일 낙하산 부대원들이 이곳을 재점령하려 했으나 실패하였다.